# Bulgari
Bulgari S.p.A. (произносится Бу́лгари; стилизовано как BVLGARI) — итальянская компания, основанная в 1884 году, производящая предметы роскоши (ювелирные изделия, часы, духи, аксессуары из кожи) и владеющая отелями класса люкс. Bulgari входит в группу LVMH (Louis Vuitton Moët Hennessy) и замыкает тройку крупнейших ювелирных компаний мира (после Tiffany & Co. и Cartier).
Название торговой марки обычно пишется как BVLGARI, основываясь на традиционном латинском алфавите, где буквы «V» и «U» эквивалентны в написании. Штаб-квартира расположена в Риме.

## История

### Истоки: Сотириос Булгарис
Сотириос Булгарис был греческим ювелиром, уроженцем деревни Парамития в регионе Эпир, где до наших дней сохранился первый открытый им бутик. Парамития постоянно страдала от поджогов, учинявшихся турками, поэтому семья была вынуждена переехать. В 1877 году Булгарис переехали на Корфу, а затем - в Неаполь, где в 1880 году открыли свой первый в Италии магазин ювелирных изделий из золота. Преступность Неаполя не дала надежд на развитие бизнеса и после нескольких краж дело в Неаполе пришлось свернуть. В 1881 году Булгарис с семьей переехал в Рим. Через 3 года он основал свою компанию и в том же 1884 году открыл первый бутик на Виа Систина.
В 1905 году бутик на Виа Систина сменил современный флагманский магазин марки на Виа Кондотти 10, ставший «историческим памятником». Сотириос Булгарис открыл его при участии сыновей — Константино (1889—1973) и Джорджио (1890—1966). Чтобы привлечь публику, приезжавшую из США и Великобритании, магазин был назван Old Curiosity Shop («Лавка древностей»). Только после 1910 года он начал специализироваться на ювелирных изделиях, вдохновлённых парижской и американской ювелирными школами.
В 1932 году Сотириос передал сыновьям управление компанией, а в 1934 году умер. В том же году сыновья расширили бутик на Виа Кондотти. Его торжественное открытие состоялось 9 апреля 1934 года.

### 1950—1960 годы: «Сладкая жизнь»
С основанием киностудии «Чинечитта» в Риме завсегдатаями римского бутика Bulgari становятся звезды кинематографа: Элизабет Тейлор, Марлен Дитрих, Кларк Гейбл, Гарри Купер, Одри Хепбёрн, Софи Лорен, Роми Шнайдер, Джина Лоллобриджида и другие.

### 1970—2000 годы: международное расширение и диверсификация
В 1970-х годах Bulgari открывает первые бутики в Нью-Йорке, Париже, Женеве и Монте-Карло. На протяжении многих лет компания сохраняет за собой демонстрационный зал в нью-йоркском отеле Pierre Hotel.
В 1984 году внуки Сотириоса, Паоло и Никола Булгари, становятся президентом и вице-президентом, а его племянник Франческо Трапани — генеральным директором компании. В начале 1990-х годов, выпуском духов Bulgari, Трапани начинает процесс диверсификации. При нём репутация компании как производителя предметов роскоши укрепляется во всем мире.
В начале 2001 года Bulgari создает совместное предприятие с подразделением люкс Marriott International (в управлении которого находится Ritz-Carlton Hotel L.L.C.) и создает новую марку отелей класса люкс — Bulgari Hotels & Resorts. Первый отель Bulgari открывается в Милане в 2004 году, за ним следуют отели на Бали (2006 г.) и в Лондоне (2012 г.). В 2011 году читатели журнала Smart Travel Asia называют Bulgari Bali вторым из лучших отелей в Азии.
В 1995 году компания выходит на итальянскую биржу. С 1997 по 2003 год её доходы вырастают на 150 %.

### 2010-е годы: приобретение Bulgari группой LVMH
7 марта 2011 года группа LVMH объявляет о приобретении 51 % капитала и делает публичное дружественное предложение покупки акций Bulgari. В течение дня акции компании на миланской бирже вырастают почти на 60 %. В сентябре того же года доля LVMH достигает 98,09 %, а в феврале 2012 года семья Булгари продает свою долю LVMH за 236,7 миллиона евро. Директор Bulgari встает во главе подразделения «Часы и ювелирные изделия» группы, а директор Fendi («Мода и кожгалантерея») — во главе итальянского ювелирного подразделения.
LVMH продолжает развивать марку, приобретенную в общей сложности за 3,7 миллиарда евро: группа расширяет инвестиции в рекламу, создает торговый дом для всех ювелирных марок группы и объявляет о намерении разместить в 2015 году бутик Bulgari на площади Вандом, где он сменит ювелирную марку Buccellati.
В 2012 году Bulgari насчитывает 180 торговых точек во всем мире: международное присутствие усиливается, выкупаются франшизы.

## Собственники и руководство
52 % акций компании принадлежит семье Булгари, в настоящее время её представляют Паоло Булгари и Никола Булгари, оставшиеся 48 % — в свободном обращении. В марте 2011 года было объявлено о продаже контрольного пакета компании (50,4 %) семьёй Булгари французской компании LVMH. По условиям сделки, данный пакет акций будет обменян на 3 % акций самой LVMH. Сумма сделки оценивается в 3,75 млрд евро.
Председатель совета директоров компании — Паоло Булгари (Paolo Bulgari), главный управляющий — Франческо Трапани (Francesco Trapani).

## Деятельность

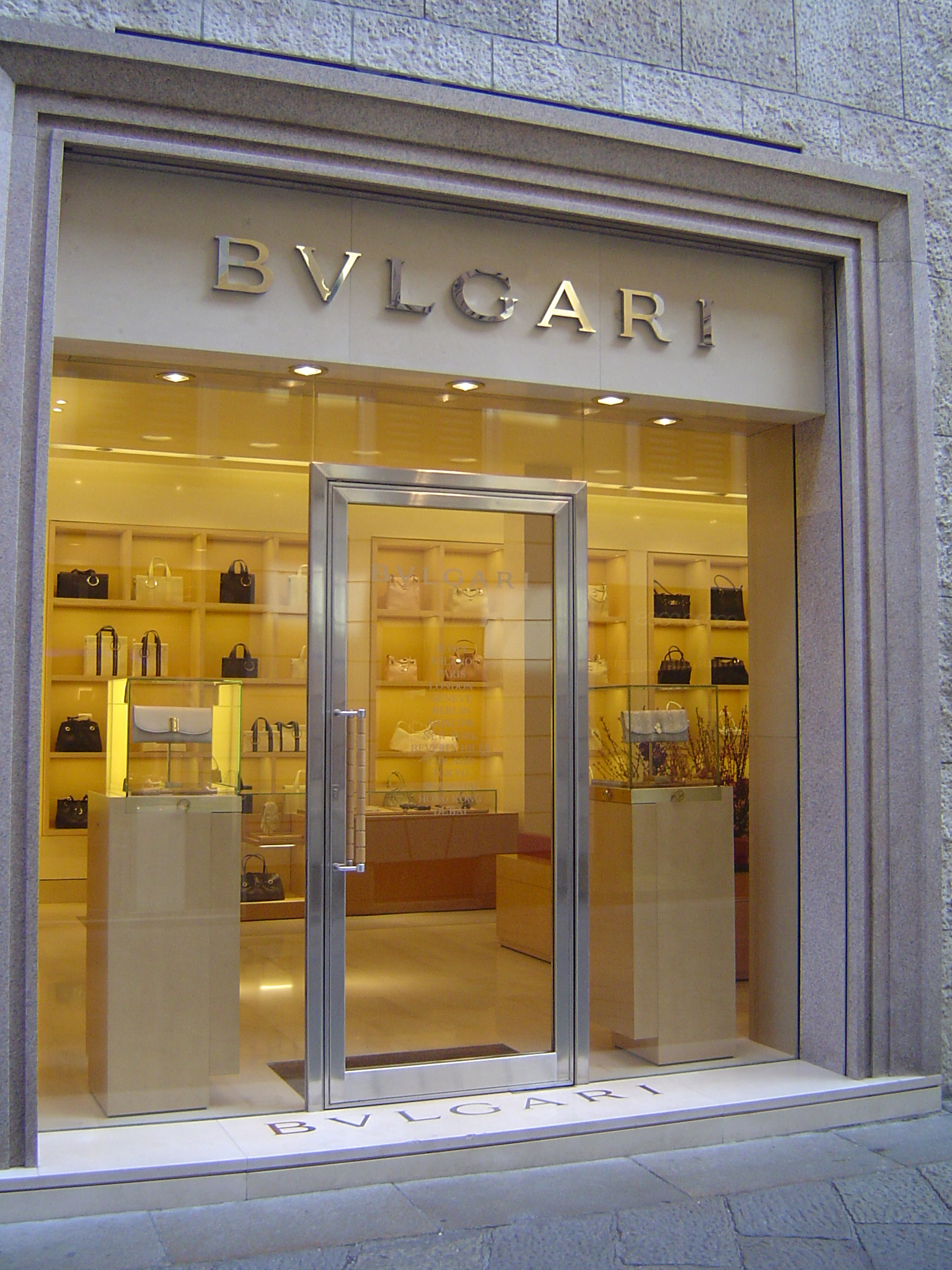
Магазин «Bvlgari» в Милане (Италия)

Компания Bulgari специализируется на выпуске ювелирных украшений, наручных часов, товаров из кожи, аксессуаров, парфюмерии и средств ухода за кожей. По состоянию на начало 2011 года, под маркой Bulgari в мире работало 268 магазинов (из них 167 принадлежало самой Bulgari S.p.A.).
Помимо этого, Bulgari развивает сеть отелей (сеть Bulgari Hotels & Resorts управляется компанией Marriott International).

### Парфюмерия Bulgari
Первый аромат Bulgari, получивший название Eau the Vert, был выпущен в 1992 году. Всего на данный момент выпущено 30 ароматов. Над созданием парфюмерии Bulgari работали: Жак Кавалье, Анник Менардо, Альберто Моррилас, Жан-Клод Эллена.

### Часы и браслеты
Часы Bulgari производит швейцарский филиал компании, Bulgari Haute Horlogerie SA, основанный в 1980 году в Нёшатель. В штате Bulgari Haute Horlogerie SA приблизительно 500 человек. Bulgari разрабатывает собственные калибры, а также модели часов, в которых самые сложные механизмы сочетаются с традиционными калибрами. Коллекция часов Bulgari включает Bulgari-Bulgari, Sotirio-Bulgari, Assioma, Astrale, Serpenti, B.Zero1, Daniel Roth, Rettangolo, Ergon, Diagono и Octo.
Фирма выпускает следующие линии коллекций:
- Bvlgari-Bvlgari
- Sotirio-Bvlgari
- Assioma
- Astrale
- B.Zero1
- Daniel Roth
- Rettangolo
- Ergon
- Gerald Genta
- Serpenti
- Diagono

### Показатели деятельности
Совокупная численность персонала компании Bulgari на 2009 год насчитывала 3,95 тыс. человек. Выручка компании в 2009 году составила €926,6 млн, операционная прибыль €19,8 млн, чистая прибыль — €47,1 млн.

## Bulgari в России
До 2015 года развитие розничной сети Bulgari в России осуществлялось под управлением компании Mercury. В марте 2015 года представители итальянского ювелирного дома объявили о планах по открытию до конца года монобрендового магазина, управляемого напрямую Bulgari. При этом собственный магазин, в котором будут представлены украшения, часы и аксессуары, будет работать наряду с уже существующей розничной сетью.

## Эволюция форм
Ювелирные украшения начала 1920-30-х годов принадлежат стилю ар-деко и характеризуются изысканными линиями, геометрическими стилизациями и непременным использованием платины. 1930-е годы отмечены более импозантными изделиями, в которых алмазы разной огранки сочетаются с самоцветами — сапфирами, изумрудами, рубинами. Некоторые украшения трансформируются и представляют собой одновременно колье и браслеты, или броши и кулоны.
В сложный период Второй мировой войны Bulgari заменяет украшенную алмазами платину на золото и уменьшает количество драгоценных камней. Формы становятся мягче и естественнее. Bulgari отходит от строгих правил французской школы и создает уникальный стиль, вдохновлённый греко-римским классицизмом, итальянским ренессансом и римской ювелирной школой XIX века.
Бурный послевоенный подъём ознаменовал возвращение к платине и драгоценным камням, прежде всего, алмазам. В конце 1950-х годов Bulgari предпочитает резким формам — более мягкие.
Отличительной чертой марки становится широкое использование кабошонов большого размера. В стиле Bulgari утверждаются также структурированные формы из золота, симметричные и компактные, с сочетанием многоцветных драгоценных камней.
Изделия 1970-х годов отличаются разнообразием. Они вдохновляются праздничными фейерверками и искусством Востока, в них используются змеиные мотивы и поп-арт (такова коллекция «Stars and stripes», воспетая Энди Уорхолом). Предпочтение отдается жёлтому золоту. Овальные формы с кабошонами в обрамлении золота и алмазов, наряду с толстыми цепочками из золота, становятся отличительным признаком марки.
1980-е годы характеризуются простыми объемными формами, яркими цветами и стилизованными декоративными мотивами. В 1990-х годах по-прежнему широко применяется жёлтое золото, но стиль Bulgari становится менее конструктивным.

## Bulgari в массовой культуре
- В фильме «Элизиум — рай не на Земле» героиня Джоди Фостер носит наручный компьютер с логотипом Bvlgari, украшенный драгоценными камнями.
- В фильме «Миссия невыполнима 2» героиня Тэнди Ньютон — профессиональная воровка Найя Нордофф-Холл пыталась украсть ожерелье «Bulgari».
- В фильме «Двенадцать друзей Оушена» — в самом начале фильма становится известно, что Расти (Брэд Питт) ограбил бутик Bulgari.
- В фильме «Особое мнение» — герой Тома Круза носит часы марки Bvlgari.